# Augusta-Viktoria-Stift

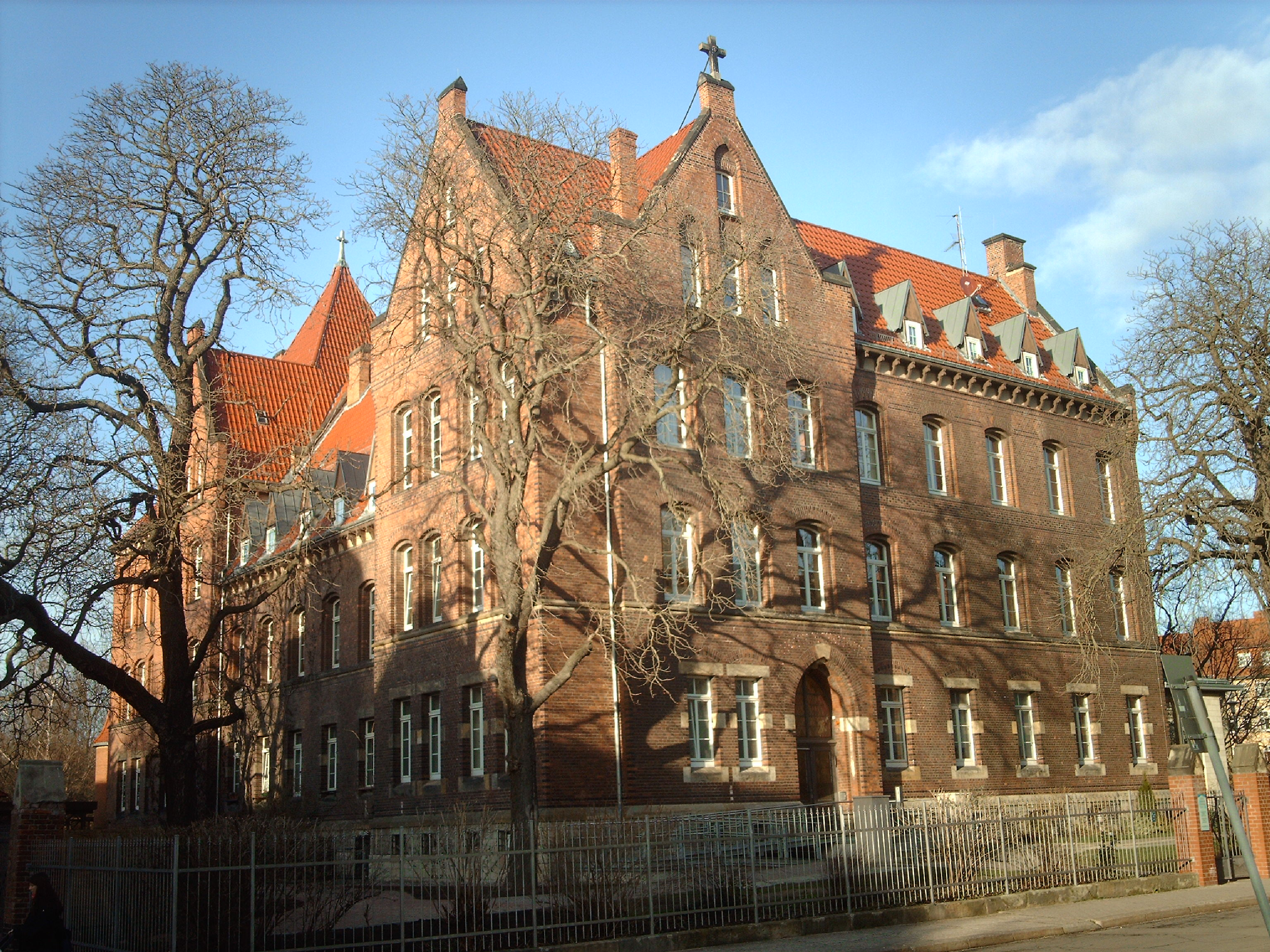
Hauptgebäude der Stiftung

Das Augusta-Viktoria-Stift ist eine Stiftung bürgerlichen Rechts, die von der Diakonie Mitteldeutschland getragen wird. Die Einrichtung wurde 1864 in Erfurt, Thüringen, gegründet. Hauptamtlicher Geschäftsführer ist Thomas Dewor. Sitz der Stiftung ist am Hospitalplatz in der Erfurter Altstadt. Die Stiftung betreibt zwei Pflegeeinrichtungen im Stadtgebiet Erfurt mit Platz für insgesamt 84 Bewohner. Weiterhin gehören zwei Kindergärten für insgesamt rund 200 Kinder zur Stiftung, eine Einrichtung befindet sich in der Innenstadt von Erfurt, der im Jahr 2003 errichtete Waldkindergarten befindet sich im Erfurter Stadtteil Melchendorf.

## Geschichte
Gegründet wurde die Einrichtung am 21. November 1864 von Erfurter Bürgern als Evangelische Mädchenbildungsanstalt. Im Jahr 1866 wurde die Anstalt um eine Kinderbewahranstalt und 1869 um eine Mägdeherberge erweitert. Der Neubau des Hauptgebäudes wurde 1891 vollendet. Die Baukosten beliefen sich auf rund 120.000 Goldmark und das Gebäude beherbergte auf 485 m² eine Kleinkinderschule für 80 Kinder, eine Erziehungs- und Pflegeanstalt für bis zu 50 Pflegekinder sowie eine Frauenpension. Im selben Jahr erhielt die Einrichtung die Erlaubnis, sich nach der deutschen Kaiserin, Auguste Victoria, Augusta-Viktoria-Stift nennen zu dürfen. Seit 1992 gehört die ehemals staatliche Kindertagesstätte am Krämpferufer zur Einrichtung. Im Jahr 1993 erhielt die Einrichtung einen Preis von der Bundesministerin für Familie und Senioren, Hannelore Rönsch, im Wettbewerb „Seniorenfreundlichen Gemeinde 1993“ für das Projekt von „Alt und Jung unter einem Dach“. 1995 wurde die Pflegeanstalt in der Heinrich-Heine-Straße 2 übernommen. Die Einrichtung war im Jahr 2001 Preisträger im Bundeswettbewerb "Solidarität der Generationen" der Bundesarbeitsgemeinschaft der Senioren-Organisationen (BAGSO) für die Initiative Buntstift. Im Jahr 2003 wurde der evangelische Waldkindergarten gegründet. Im Jahr 2012 wurde das Pflegeheim am Hospitalplatz neu gestaltet und 2015 erhielten die evangelischen Pflegeeinrichtungen neue Namen, Augusta-Viktoria-Stiftung Seniorenhaus am Hospitalplatz und Augusta-Viktoria-Stiftung Seniorenvilla im Dichterviertel.